# Attagenus trifasciatus
Attagenus trifasciatus is een keversoort uit de familie spektorren (Dermestidae). De wetenschappelijke naam van de soort werd in 1787 gepubliceerd door Johann Christian Fabricius.